# Казо-Фрешет-Анеран-Камор
Казо́-Фреше́т-Анера́н-Камо́р (фр. Cazaux-Fréchet-Anéran-Camors, окс. Cadau, Hereishet, Anèra e Camors) — коммуна во Франции, находится в регионе Юг — Пиренеи. Департамент — Верхние Пиренеи. Входит в состав кантона Бордер-Лурон. Округ коммуны — Баньер-де-Бигор.
Код INSEE коммуны — 65141.

## География
Коммуна расположена приблизительно в 690 км к югу от Парижа, в 120 км юго-западнее Тулузы, в 55 км к юго-востоку от Тарба.
На западе коммуны протекает река Нест-дю-Лурон.

## Климат
Климат умеренно-океанический с солнечной тёплой погодой и обильными осадками на протяжении практически всего года.

## Население
Население коммуны на 2010 год составляло 61 человек.
| 1962 | 1968 | 1975 | 1982 | 1990 | 1999 | 2010 |
| ---- | ---- | ---- | ---- | ---- | ---- | ---- |
| 48   | 64   | 57   | 48   | 35   | 44   | 61   |

## Администрация
| Период | Период | Фамилия      | Партия | Примечания |
| ------ | ------ | ------------ | ------ | ---------- |
| 2008   | 2014   | Пьер Флурет  |        |            |
| 2014   | 2020   | Доминик Гало |        |            |

## Экономика
В 2010 году среди 41 человек трудоспособного возраста (15-64 лет) 34 были экономически активными, 7 — неактивными (показатель активности — 82,9 %, в 1999 году было 83,3 %). Из 34 активных жителей работали 32 человека (18 мужчин и 14 женщин), безработных было 2 (0 мужчин и 2 женщины). Среди 7 неактивных 3 человека были учениками или студентами, 3 — пенсионерами, 1 был неактивным по другим причинам.

## Достопримечательности
- Церковь Св. Каликста (XII века). Исторический памятник с 1944 года[4]

## Фотогалерея

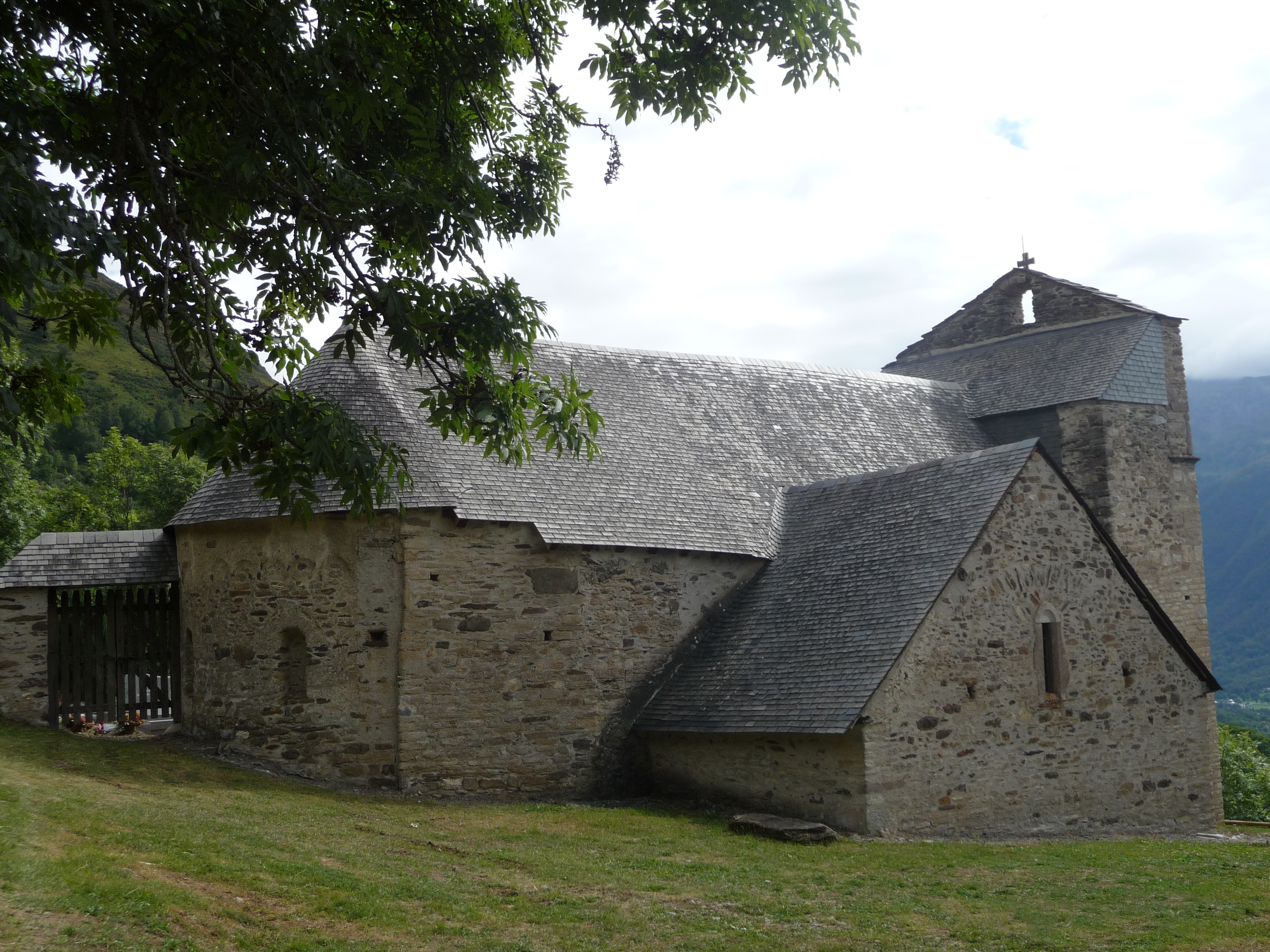
Церковь Св. Каликста
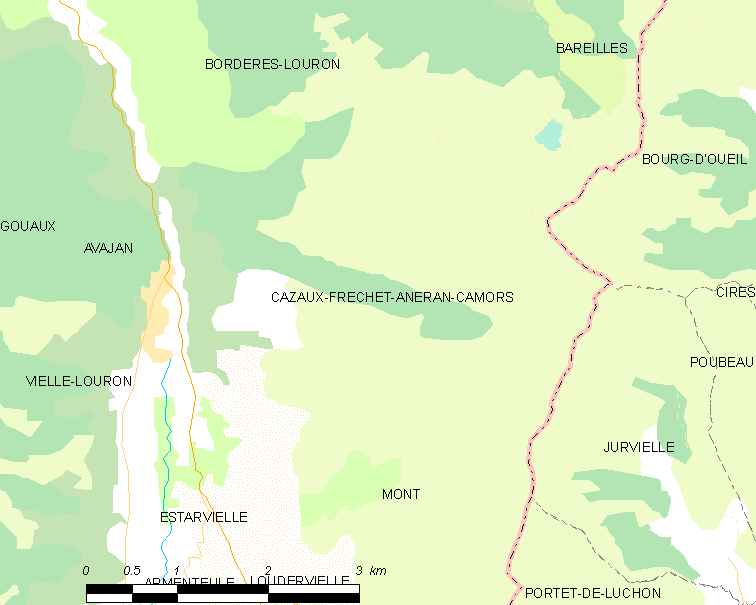
Карта коммуны